# Peter Agre
Peter Agre (født 30. januar 1949) er en amerikansk læge og molekylærbiolog. Han er Bloomberg Distinguished Professor på Johns Hopkins Bloomberg School of Public Health og Johns Hopkins School of Medicine, og direktør for Johns Hopkins Malaria Research Institute. Han modtog nobelprisen i kemi i 2003 sammen med Roderick MacKinnon for "opdagelser inden for kanaler i cellemembraner.” Agre blev anerkendt for sin opdagelser af aquaporin-vandkanaler. Aquaporiner er vandkanal-proteiner der flytter vandmolekyler igennem cellemembranen. I 2009 blev Agre valgt som præsident for American Association for the Advancement of Science (AAAS) og blev aktiv i idenskabsdiplomati.